# Coelichneumon columbianus
Coelichneumon columbianus är en stekelart som beskrevs av Heinrich 1961. Coelichneumon columbianus ingår i släktet Coelichneumon och familjen brokparasitsteklar. Inga underarter finns listade i Catalogue of Life.